# Florian Lipowitz
Florian Lipowitz (ur. 21 września 2000 w Laichingen) – niemiecki kolarz szosowy.

## Osiągnięcia
Opracowano na podstawie:

2023
- 1. miejsce w Czech Tour
  - 1. miejsce w klasyfikacji punktowej
  - 1. miejsce na 2. etapie

2024
- 3. miejsce w Tour de Romandie
- 2. miejsce w mistrzostwach Niemiec (start wspólny)
- 1. miejsce w Sibiu Cycling Tour
  - 1. miejsce w klasyfikacji górskiej
- 7. miejsce w Vuelta a España

2025
- 2. miejsce w wyścigu Paryż-Nicea
  - 1. miejsce w klasyfikacji młodzieżowej
- 4. miejsce w Vuelta al País Vasco
- 3. miejsce w Critérium du Dauphiné
  - 1. miejsce w klasyfikacji młodzieżowej
- 3. miejsce w Tour de France
  - 1. miejsce w klasyfikacji młodzieżowej

## Starty w Wielkich Tourach
| Grand Tour | 2024 | 2025 |
| ---------- | ---- | ---- |
| Giro       | DNF  | -    |
| Tour       | -    | 3.   |
| Vuelta     | 7.   | ?    |

## Rankingi
| Rok             | 2021  | 2022  | 2023 | 2024 |
| --------------- | ----- | ----- | ---- | ---- |
| World Ranking   | 1271. | 2217. | 329. | 56.  |
| UCI Europe Tour | 913.  | 1395. | -    | 47.  |
|                 |       |       |      |      |
| Źródło: UCI     |       |       |      |      |